# Dušan Brezavšček
Dušan Brezavšček, slovenski častnik, pravnik in prevajalec, * 25. avgust 1921, Gornje Cerovo, † 29. november 1995.

## Življenje in delo
Rodil se je v družini učitelja Avgusta Brezavčška. Ljudsko šolo je začel obiskovati v Gornjem Cerovu, nadaljeval pa v kraju Vignola pri Modeni kamor je bil oče v času fašizma premeščen. V letih 1933−1941 je obiskoval klasično gimnazijo v Bologni. Pravo pa je študiral na Pravni fakulteti v Zagrebu (1953-1957). V letih 1944−1965 je kot častnik služil v JLA. Na lastno željo je bil 1965 demobiliziran. V letih 1965-1971 je bil pravni svetovalec pri ljubljanskem podjetju Lesnina, nato pa se je zaradi bolezni upokojil.
Leta 1977 je iz srbohrvaščine v italijanščino 
prevedel knjigi Osimski sporazum (Gli accordi di Osimo) in Politika i rezultati razvoja privredno nedovoljno razvijenih republika i pokrajina (La politica seguita, i provvedimenti adotatti ed i resultati conseguiti nello sviluppo postebilico delle repubbliche sottosviluppate e della regione autonoma del Kosovo). V reviji Primorska srečanja je leta 1981 objavil članek Petdesetletnica Črnih bratov in smrti štirinajst-letnika Mirka Brezavščka. Deloval je tudi kot sodni prevajalec za slovenski, srbohrvaški in italijanski jezik.